# Енн Вандермеєр

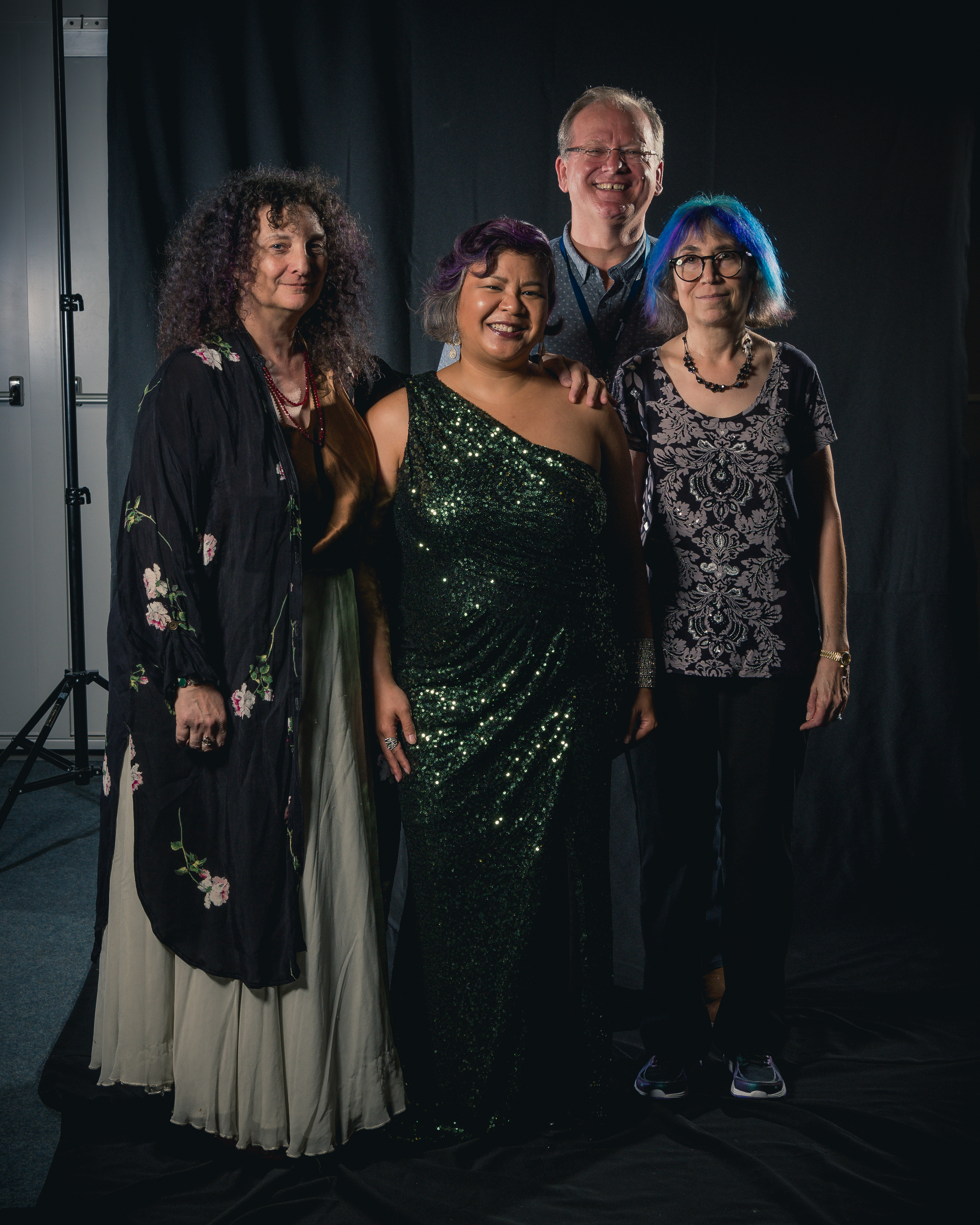
На врученні премії Г'юго, 2017

Енн Вандермеєр (англ. Ann VanderMeer), до шлюбу Кеннеді (англ. Kennedy, нар. 6 березня 1957) — американська видавниця, редакторка та письменниця. Друга жінка-редакторка журналу жахів Weird Tales, засновниця Buzzcity Press, а також журналу The Silver Web, присвяченого експериментальній та авангардній фантастичній літературі..
Роботи з її преси та періодики отримали премію British Fantasy Award, International Rhysling Award і з'явилися в найкращих антологіях кількох років. У 2009 році Weird Tales, редагований Вандермеєр і Стівеном Х. Сігалом, отримав премію Г'юго за найкращий напівпрозайн. Хоча деякі з його авторів були відзначені нагородами Г'юго, Неб'юла та навіть однією Пулітцерівською премією, сам журнал ніколи раніше навіть не був номінований на Г'юго. Він також був номінований на Всесвітню премію фентезі у 2009 році.
Вона також редагувала такі впливові та відзначені нагородами антології, як The New Weird, The Weird і The Big Book of Science Fiction.

## Твори
Енн Вандермеєр була редакторкою художньої літератури журналу Weird Tales з 2007 року до моменту, коли його придбав Марвін Кей у 2011 році, і є запрошеною редакторкою нової серії найкращих американських фентезі від Prime Books. Вона також редагувала «Швидкі кораблі», «Чорні вітрила» («Книги пасльонових»), «Остання п'яна пташина голова» та «П'яні від кохання голови книг».
Енн Вандермеєр співпрацює зі своїм чоловіком, автором Джеффом ВандерМеєром, над «Кошерним довідником про уявних тварин». Вона також співпрацювала з ним у проєктах, таких як серіал «Левіафан», який отримав премію World Fantasy Award, і фіналіст «Г'юго» «Кишеньковий путівник Текері Т. Лембсхеда з ексцентричних і дискредитованих хвороб». Останні співпроєкти включають The New Weird, Steampunk і Steampunk II: Steampunk Reloaded, опубліковані Tachyon Publications. Восени 2011 року Вандермеєр із чоловіком заснували Weird Fiction Review, онлайн-журнал, присвячений дивній фантастиці. У березні 2014 року вийшов альманах «Мандрівник у часі».
У жовтні 2012 року Вандермеєр видала третій том серії стімпанк, Steampunk III: Steampunk Revolution, також опублікований Tachyon Publications.
Енн Вандермеєр із чоловіком живе в Таллахассі, Флорида.

## Вибрані твори

### Укладені антології
- The New Weird (з Джеффом Вандермеєром, 2007)
- Найкраще американське фентезі (з Джеффом Вандермеєром, 2007)
- Найкраще американське фентезі: т. 2 (з Джеффом Вандермеєром, 2008)
- Стімпанк (разом з Джеффом Вандермеєром, 2008)
- Швидкісні кораблі, чорні вітрила (з Джеффом Вандермеєром, 2009)
- Steampunk II: Steampunk Reloaded (разом з Джеффом Вандереєром, 2010)
- Кабінет курйозів Текері Т. Лембсхеда (разом з Джеффом Вандермеєром, 2011)
- Steampunk III: Steampunk Revolution (2012)
- The Weird (з Джеффом Вандермеєром, 2012)
- Альманах мандрівника в часі (разом з Джеффом Вандермеєром, 2014)
- Сестри революції: антологія феміністської спекулятивної фантастики (разом з Джеффом Вандермеєром, 2015)
- Велика книга наукової фантастики (разом з Джеффом Вандермеєром, 2016)
- Велика книга класичного фентезі (разом з Джеффом Вандермеєром, 2019)
- Велика книга сучасного фентезі (разом з Джеффом Вандермеєром, 2020)